# Ophrys bertolonii
Ophrys bertolonii (лат.) — многолетнее травянистое растение, вид рода Офрис (Romulea) семейства Орхидные (Orchidaceae), произрастающее в западном и центральном Средиземноморье: в Испании, Франции, на Корсике, Сицилии, Сардинии, в Италии, Албании и Хорватии.

## Ботаническое описание

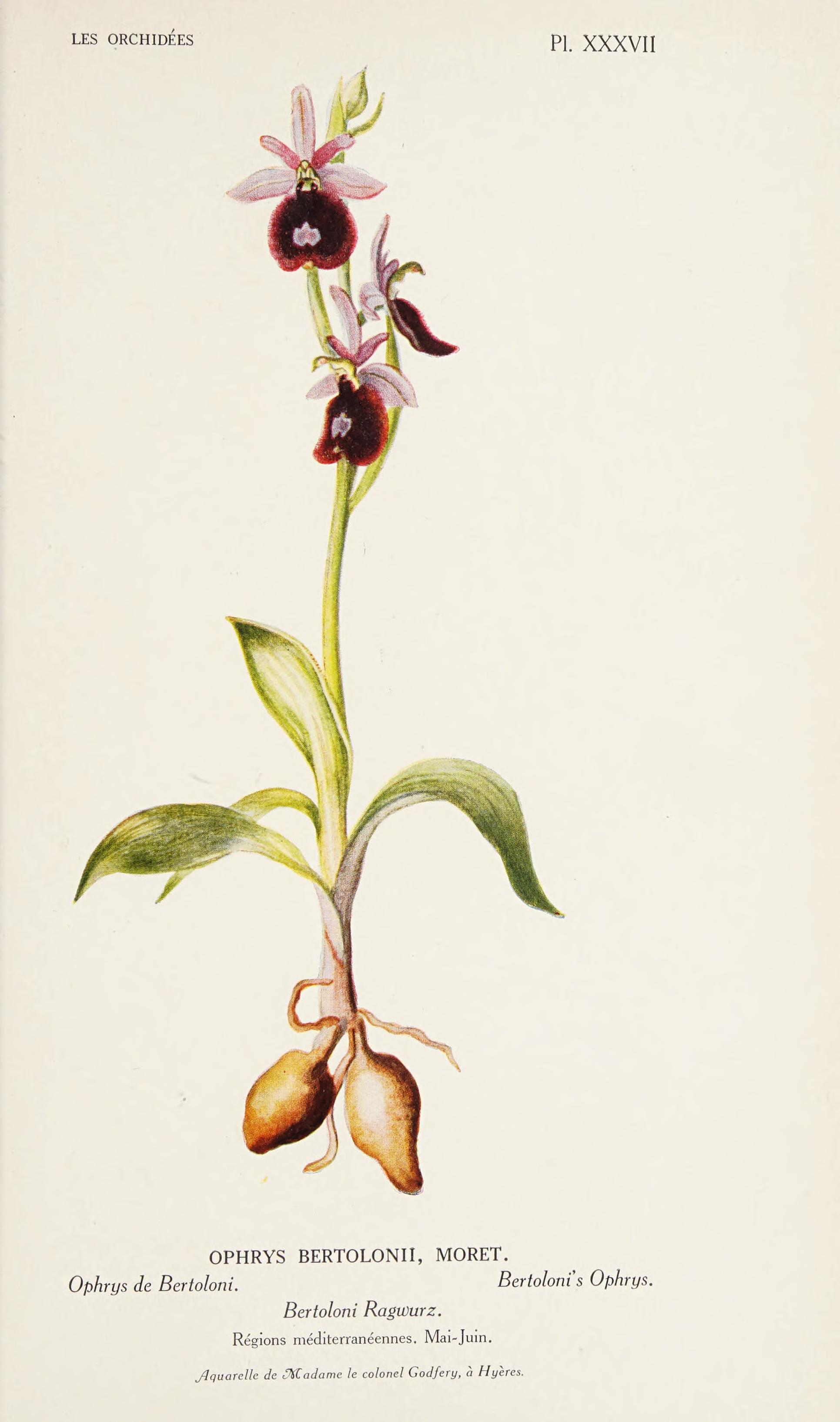
Иллюстрация 1923 года

Ophrys bertolonii — многолетнее травянистое растение высотой от 10 до 35 см. В соцветии от двух до восьми цветков. Цветки гермафродитные зигоморфные, тройные. Вертикальные чашелистики в основном розовые. Довольно узкие, мелковолосистые лепестки могут быть от розового до красного цвета, их кончики обычно загнуты вперёд. Чёрно-пурпурная губа обычно неразделённая, но изредка бывает трёхлепестковой. Боковые части загнуты вниз, из-за чего губа кажется очень узкой со всех сторон, даже если её длина равна ширине. Знак в форме щита находится в нижней половине губы и выглядит ярко-синим. Цветёт с марта по июнь.

## Распространение и местообитание
Ареал Ophrys bertolonii простирается от Апеннин и Балканского полуострова до Черногории и включает Сицилию. Также говорят, что образцы были найдены на юге Франции, но эта информация пока не подтверждена.
Произрастает на лугах, гаригах, в редколесьях и кустарниках с сухими богатыми основными почвами. В горах этот вид встречается до высоты 1200 или 1500 м над уровнем моря.

## Разновидности
Различают следующие подвиды Ophrys bertolonii:
- Ophrys bertolonii subsp. bertolonii — распространён по всему Средиземноморью
- Ophrys bertolonii subsp. benacensis (Ophrys benacensis) — Северная Италия
- Ophrys bertolonii subsp. balearica (Ophrys balearica) — эндемик Балеарских островов
- Ophrys bertolonii subsp. bertoloniiformis (Ophrys bertoloniiformis) — эндемик Монте-Гаргано
- Ophrys bertolonii subsp. drumana (Ophrys drumana) — юго-восточная Франция, западная Лигурия
- Ophrys bertolonii subsp. explanata (Ophrys explanata) — эндемик Сицилии

Различают следующие гибриды с Ophrys bertolonii:
- Ophrys x anxantina  R. Congedo (2010)  (O. bertolonii × Ophrys sicula)
- Ophrys × cataldii  Gölz (1971)  (O. bertolonii × Ophrys bombyliflora)
- Ophrys × chimaera (O. bertolonii × O. sulcata)
- Ophrys × couloniana (O. bertolonii × O. promontorii)
- Ophrys × cugniensis (O. bertolonii × O. lutea)
- Ophrys × degiorgii  Ruggiero, Bianco, Medagli & D’Emerico (Ophrys fuciflora subsp. apulica × O. bertolonii)
- Ophrys × enobarbia (O. bertolonii × O. fuciflora)
- Ophrys × flavicans (O. bertolonii × O. sphegodes subsp. araneola)
- Ophyrs × grottagliensis  Gölz & Reinhard (O. bertolonii × Ophrys passionis)
- Ophrys × inzengae (O. bertolonii × O. tenthredinifera subsp. neglecta)
- Ophrys × lumenii (O. bertolonii × O. speculum)
- Ophrys × lupiae (O. bertolonii × O. incubacea × O. tenthredinifera)
- Ophrys × lyrata (O. bertolonii × Ophrys incubacea)
- Ophrys × monopolitana  H.Baumann & Künkele  (O. bertolonii × Ophrys tarentina)
- Ophrys × neowalteri (O. bertolonii × O. sphegodes subsp. araneola)
- Ophrys × salvatoris (O. bertolonii × O. argolica subsp. biscutella)
- Ophrys × sorrentini (O. bertolonii × O. tenthredinifera)
- Ophrys × spuria (O. bertolonii × O. fusca)
- Ophrys × vittoriana H.Baumann & Künkele, 1986 (O. bertolonii × Ophrys sphegodes subsp. lunulata)

Подвиды Ophrys bertolonii
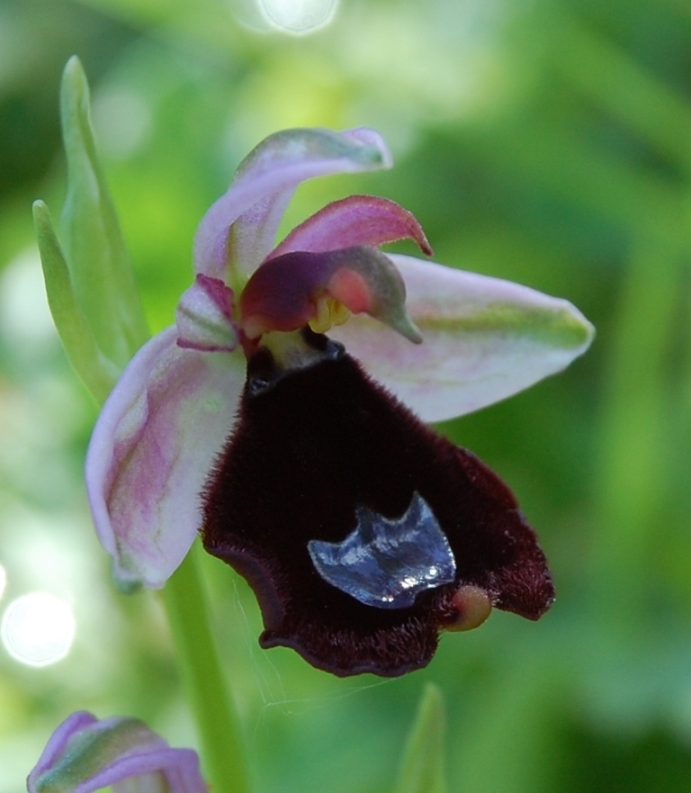
Ophrys bertolonii bertolonii
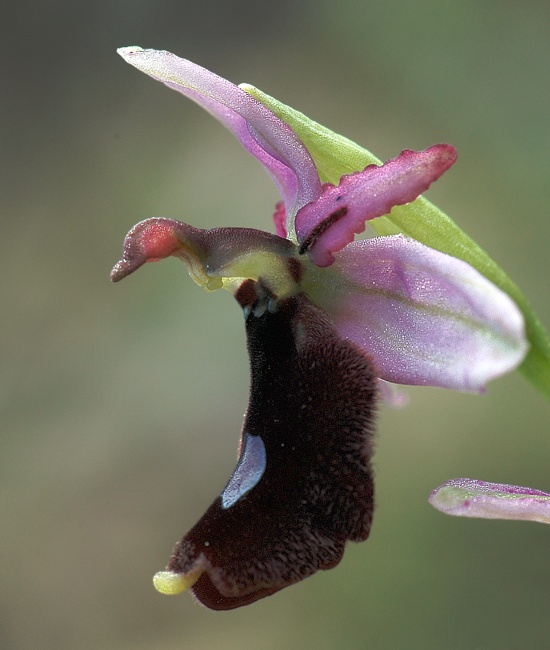
Ophrys bertolonii balaerica
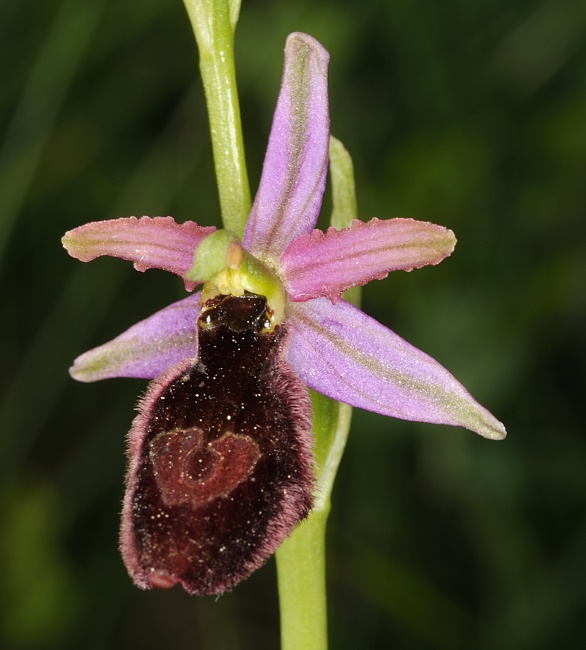
Ophrys bertolonii benacensis
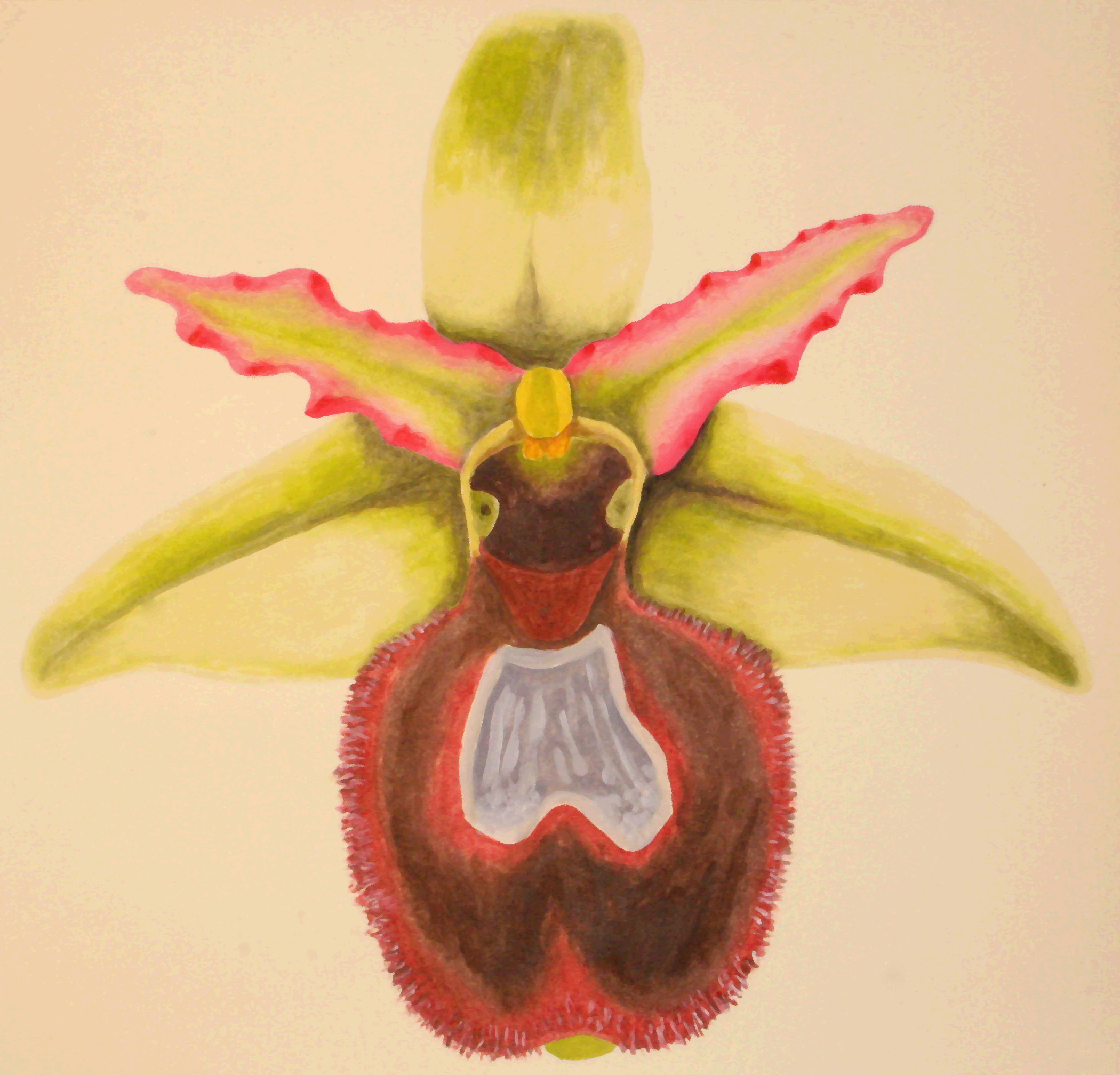
Ophrys bertolonii bertoloniiformis
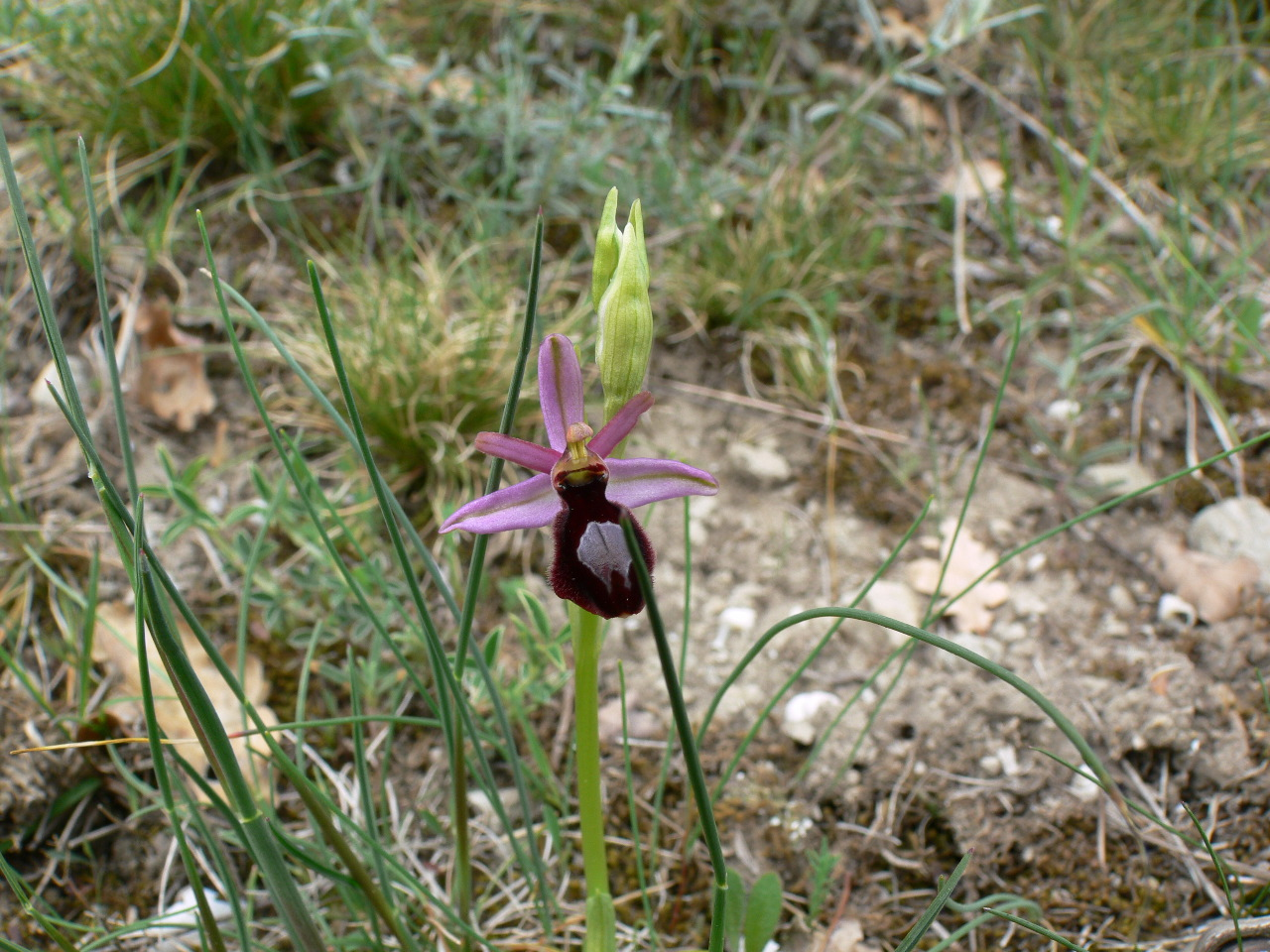
Ophrys bertolonii catalaunica
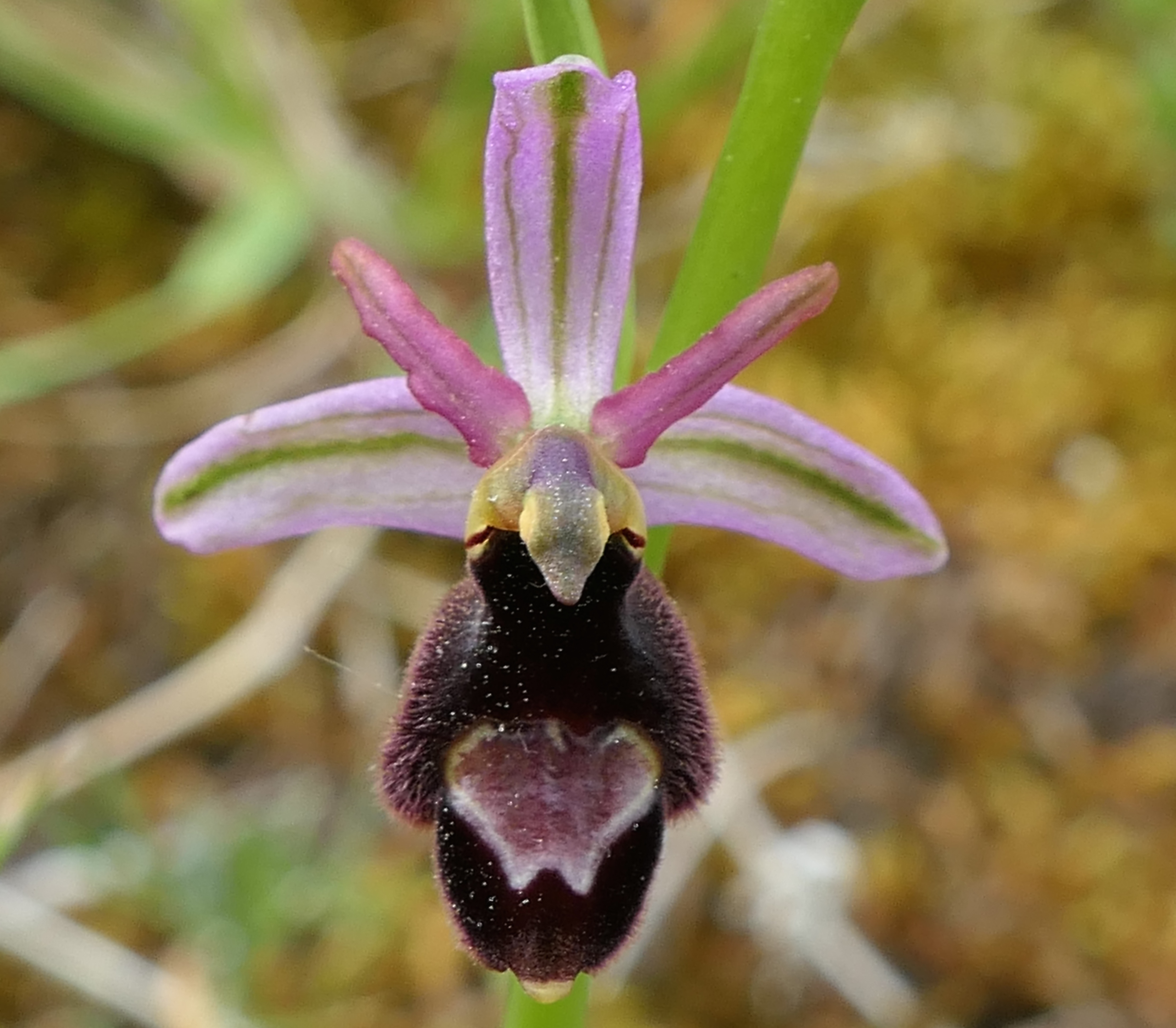
Ophrys bertolonii drummana

## Биология
Ophrys bertolonii опыляется пчёлами Chalicodoma parietina, Megachile pyrenaica и Megachile sicula. Седловидная форма цветочной губы O. bertolonii адаптируется к форме, которую принимают эти насекомые, выгибающие брюшко во время совокупления.

## Охранный статус
Международный союз охраны природы классифицирует природоохранный статус Ophrys bertolonii как «вид, вызывающие наименьшие опасения».